# Campionati mondiali di nuoto in vasca corta 2021
I campionati mondiali di nuoto in vasca corta 2021 si sono svolti dal 16 al 21 dicembre 2021 presso la Etihad Arena di Abu Dhabi negli Emirati Arabi Uniti. Sono stati la quindicesima edizione della competizione organizzata dalla Federazione internazionale del nuoto (FINA). Originariamente erano stati calendarizzati nel dicembre 2020, ma, a causa dell'insorgere dell'emergenza sanitaria conseguente alla pandemia di COVID-19, sono stati differiti di un anno.
A causa della squalifica per doping di Stato in Russia, gli atleti russi hanno partecipato alla competizione per la Federazione russa di nuoto, sotto la sigla RSF (Russian Swimming Federation). Durante le cerimonie non è stato eseguito l'inno nazionale russo, né esibita la bandiera.

## Programma

### Gare maschili
| B | Batterie | SF | Semifinali | F | Finali |

| Sessione mattutina | 09:30 | Sessione pomeridiana | 18:00 |

| Data →              | 16 | 16 | 17 | 17 | 18 | 18 | 19 | 19 | 20 | 20 | 21 | 21 |
| Evento ↓            | M  | P  | M  | P  | M  | P  | M  | P  | M  | P  | M  | P  |
| ------------------- | -- | -- | -- | -- | -- | -- | -- | -- | -- | -- | -- | -- |
| 50m stile libero    |    |    |    |    | B  | SF |    | F  |    |    |    |    |
| 100m stile libero   |    |    |    |    |    |    |    |    | B  | SF |    | F  |
| 200m stile libero   |    |    | B  | F  |    |    |    |    |    |    |    |    |
| 400m stile libero   | B  | F  |    |    |    |    |    |    |    |    |    |    |
| 1500m stile libero  |    |    |    |    |    |    |    |    | B  |    |    | F  |
| 50m dorso           |    |    |    |    | B  | SF |    | F  |    |    |    |    |
| 100m dorso          | B  | SF |    | F  |    |    |    |    |    |    |    |    |
| 200m dorso          |    |    |    |    |    |    |    |    |    |    | B  | F  |
| 50m rana            |    |    |    |    |    |    |    |    | B  | SF |    | F  |
| 100m rana           | B  | SF |    | F  |    |    |    |    |    |    |    |    |
| 200m rana           |    |    |    |    | B  | F  |    |    |    |    |    |    |
| 50m farfalla        |    |    |    |    |    |    | B  | SF |    | F  |    |    |
| 100m farfalla       |    |    | B  | SF |    | F  |    |    |    |    |    |    |
| 200m farfalla       | B  | F  |    |    |    |    |    |    |    |    |    |    |
| 100m misti          |    |    |    |    | B  | SF |    | F  |    |    |    |    |
| 200m misti          | B  | F  |    |    |    |    |    |    |    |    |    |    |
| 400m misti          |    |    |    |    |    |    |    |    | B  | F  |    |    |
| 4x50m stile libero  |    |    |    |    |    |    | B  | F  |    |    |    |    |
| 4x100m stile libero | B  | F  |    |    |    |    |    |    |    |    |    |    |
| 4x200m stile libero |    |    |    |    |    |    | B  | F  |    |    |    |    |
| 4x50m misti         |    |    |    |    |    |    |    |    | B  | F  |    |    |
| 4x100m misti        |    |    |    |    |    |    |    |    |    |    | B  | F  |
| Finali              | 4  | 4  | 3  | 3  | 2  | 2  | 5  | 5  | 3  | 3  | 5  | 5  |

### Gare femminili
| Data →              | 16 | 16 | 17 | 17 | 18 | 18 | 19 | 19 | 20 | 20 | 21 | 21 |
| Evento ↓            | M  | P  | M  | P  | M  | P  | M  | P  | M  | P  | M  | P  |
| ------------------- | -- | -- | -- | -- | -- | -- | -- | -- | -- | -- | -- | -- |
| 50 m stile libero   |    |    |    |    |    |    |    |    | B  | SF |    | F  |
| 100 m stile libero  |    |    | B  | SF |    | F  |    |    |    |    |    |    |
| 200 m stile libero  | B  | F  |    |    |    |    |    |    |    |    |    |    |
| 400 m stile libero  |    |    |    |    |    |    | B  | F  |    |    |    |    |
| 800 m stile libero  |    |    | B  |    |    | F  |    |    |    |    |    |    |
| 50 m dorso          |    |    |    |    |    |    | B  | SF |    | F  |    |    |
| 100 m dorso         | B  | SF |    | F  |    |    |    |    |    |    |    |    |
| 200 m dorso         |    |    |    |    | B  | F  |    |    |    |    |    |    |
| 50 m rana           | B  | SF |    | F  |    |    |    |    |    |    |    |    |
| 100 m rana          |    |    |    |    |    |    | B  | SF |    | F  |    |    |
| 200 m rana          |    |    |    |    |    |    |    |    |    |    | B  | F  |
| 50 m farfalla       |    |    |    |    | B  | SF |    | F  |    |    |    |    |
| 100 m farfalla      |    |    |    |    |    |    |    |    | B  | SF |    | F  |
| 200 m farfalla      |    |    | B  | F  |    |    |    |    |    |    |    |    |
| 100 m misti         |    |    |    |    | B  | SF |    | F  |    |    |    |    |
| 200 m misti         |    |    |    |    |    |    |    |    | B  | F  |    |    |
| 100 m misti         | B  | F  |    |    |    |    |    |    |    |    |    |    |
| 4x50m stile libero  |    |    |    |    |    |    |    |    |    |    | B  | F  |
| 4x100m stile libero | B  | F  |    |    |    |    |    |    |    |    |    |    |
| 4x200m stile libero |    |    |    |    |    |    |    |    | B  | F  |    |    |
| 4x50m misti         |    |    | B  | F  |    |    |    |    |    |    |    |    |
| 4x50m misti         |    |    |    |    |    |    |    |    |    |    | B  | F  |

### Gare miste
| Data →             | 16 | 16 | 17 | 17 | 18 | 18 | 19 | 19 | 20 | 20 | 21 | 21 |
| Evento ↓           | M  | P  | M  | P  | M  | P  | M  | P  | M  | P  | M  | P  |
| ------------------ | -- | -- | -- | -- | -- | -- | -- | -- | -- | -- | -- | -- |
| 4x50m stile libero |    |    | B  | F  |    |    |    |    |    |    |    |    |
| 4x50m misti        |    |    |    |    | B  | F  |    |    |    |    |    |    |

## Podi

### Uomini
| Evento                          | Oro | Tempo     | Argento | Tempo           | Bronzo | Tempo           |
| Stile libero                    | |           | |                 | |                 |
| 50 m (dettagli)                 | Benjamin Proud | 20"46     | Ryan Held | 20"70           | Joshua Liendo | 20"76           |
| 100 m (dettagli)                | Alessandro Miressi | 45"57     | Ryan Held | 45"63           | Joshua Liendo | 45"82           |
| 200 m (dettagli)                | Hwang Sun-woo | 1'41"60   | (RSF) Aleksandr Shchegolev | 1'41"63         | Danas Rapšys | 1'41"73         |
| 400 m (dettagli)                | Felix Auböck | 3'35"90   | Danas Rapšys | 3'36"23         | Antonio Djakovic | 3'36"83         |
| 1500 m (dettagli)               | Florian Wellbrock | 14'06"88  | Ahmed Hafnaoui | 14'10"94        | Mychajlo Romančuk | 14'11"47        |
| Dorso                           | |           | |                 | |                 |
| 50 m (dettagli)                 | (RSF) Kliment Kolesnikov | 22"66     | Christian DienerLorenzo Mora | 22"90           | Non attribuita. | Non attribuita. |
| 100 m (dettagli)                | Shaine Casas | 49"23     | (RSF) Kliment Kolesnikov | 49"46           | Robert Glință | 49"60           |
| 200 m (dettagli)                | Radosław Kawęcki | 1'48"68   | Shaine Casas | 1'48"81         | Christian Diener | 1'48"97         |
| Rana                            | |           | |                 | |                 |
| 50 m (dettagli)                 | Nic Fink | 25"53     | Nicolò Martinenghi | 25"55           | João Gomes Júnior | 25"80           |
| 100 m (dettagli)                | Il'ja Šymanovič | 55"70     | Nicolò Martinenghi | 55"80           | Nic Fink | 55"87           |
| 200 m (dettagli)                | Nic Fink | 2'02"28   | Arno Kamminga | 2'02"42         | Will Licon | 2'02"84         |
| Farfalla                        | |           | |                 | |                 |
| 50 m (dettagli)                 | Nicholas Santos | 21"93     | Dylan Carter | 21"98           | Matteo Rivolta | 22"02           |
| 100 m (dettagli)                | Matteo Rivolta | 48"87     | Chad le Clos | 49"04           | (RSF) Andrej Minakov | 49"21           |
| 200 m (dettagli)                | Alberto Razzetti | 1'49"06   | Noè Ponti | 1'49"81         | Chad le Clos | 1'49"84         |
| Misti                           | |           | |                 | |                 |
| 100 m (dettagli)                | (RSF) Kliment Kolesnikov | 51"09     | Tomoe Hvas | 51"35           | Thomas Ceccon | 51"40           |
| 200 m (dettagli)                | Daiya Seto | 1'51"15   | Carson Foster | 1'51"35         | Alberto Razzetti | 1'51"54         |
| 400 m (dettagli)                | Daiya Seto | 3'56"26   | (RSF) Il'ja Borodin | 3'56"47 ,       | Carson Foster | 3'57"99         |
| Staffette                       | |           | |                 | |                 |
| 4x50 m stile libero (dettagli)  | Italia Leonardo Deplano (21"37) Lorenzo Zazzeri (20"42) Manuel Frigo (21"21) Alessandro Miressi (20"61) | 1'23"61   | Federazione russa di nuoto Andrei Minakov (21"14) Vladimir Morozov (20"61) Vladislav Grinev (20"72) Aleksandr Shchegolev (21"28) Daniil Markov                            | 1'23"75         | Paesi Bassi Jesse Puts (21"30) Stan Pijnenburg (20"91) Kenzo Simons (21"16) Thom de Boer (20"41) Thomas Verhoeven                                                                                        | 1'23"78         |
| 4x100 m stile libero (dettagli) | Federazione russa di nuoto Kliment Kolesnikov (46"44) Andrey Minakov (45"61) Vladislav Grinev (45"87) Aleksandr Shchegolev (45"53) Vladimir Morozov Daniil Markov | 3'03"45   | Italia Alessandro Miressi (46"12) Thomas Ceccon (45"71) Leonardo Deplano (45"98) Lorenzo Zazzeri (45"80) Manuel Frigo                                                     | 3'03"61         | Stati Uniti Ryan Held (45"75) Hunter Tapp (46"78) Shaine Casas (46"50) Zach Apple (46"39) Tom Shields | 3'05"42         |
| 4x200 m stile libero (dettagli) | Stati Uniti Kieran Smith (1'41"79) Trenton Julian (1'41"35) Carson Foster (1'41"65) Ryan Held (1'42"21) Hunter Tapp Zach Harting | 6'47"00   | Federazione russa di nuoto Vladislav Grinev (1'43"18) Aleksandr Shchegolev (1'40"86) Mikhail Vekovishchev (1'42"16) Ivan Girev (1'42"92) Nikolay Snegirev Daniil Shatalov | 6'49"12         | Brasile Fernando Scheffer (1'42"51) Murilo Sartori (1'42"07) Kaique Alves (1'43"15) Breno Correia (1'41"87) Leonardo Coelho Santos                                                                       | 6'49"60         |
| 4x50 m misti (dettagli)         | Federazione russa di nuoto Kliment Kolesnikov (22"76) Kirill Strelnikov (25"62) Andrej Minakov (21"76) Vladimir Morozov (20"37) Pavel Samusenko Andrei Nikolaev Oleg Kostin Aleksandr Shchegolev Stati Uniti Shaine Casas (23"11) Nic Fink (25"13) Thomas Shields (21"75) Ryan Held (20"52) Will Licon Trenton Julian Zachary Apple | 1'30"51 = | Non attribuita. | Non attribuita. | Italia Lorenzo Mora (23"24) Nicolò Martinenghi (25"30) Matteo Rivolta (21"95) Lorenzo Zazzeri (20"29) Michele Lamberti Thomas Ceccon                                                                     | 1'30"78         |
| 4x100 m misti (dettagli)        | Italia Lorenzo Mora (50"34) Nicolò Martinenghi (55"94) Matteo Rivolta (48"43) Alessandro Miressi (45"05) Thomas Ceccon Alberto Razzetti Lorenzo Zazzeri | 3'19"76   | Stati Uniti Shaine Casas (50"44) Nic Fink (55"27) Trenton Julian (49"36) Ryan Held (45"43) Hunter Tapp Will Licon Zach Apple                                              | 3'20"50         | Federazione russa di nuoto >Kliment Kolesnikov (49"47) Danil Semianinov (57"06) Andrey Minakov (48"81) Aleksandr Shchegolev (45"31) Pavel Samusenko Alexander Zhigalov Roman Shevliakov Vladislav Grinev | 3'20"65         |

### Donne
| Evento                          | Oro | Tempo     | Argento | Tempo           | Bronzo | Tempo   |
| Stile libero                    | |           | |                 | |         |
| 50 m (dettagli)                 | Sarah Sjöström | 23"08     | Ranomi Kromowidjojo | 23"31           | Katarzyna Wasick | 23"40   |
| 100 m (dettagli)                | Siobhán Haughey | 50"98     | Sarah Sjöström | 51"31           | Abbey Weitzeil | 51"64   |
| 200 m (dettagli)                | Siobhán Haughey | 1'50"31   | Rebecca Smith | 1'52"24         | Paige Madden | 1'53"01 |
| 400 m (dettagli)                | Li Bingjie | 3'55"83   | Summer McIntosh | 3'57"87         | Siobhán Haughey | 3'58"12 |
| 800 m (dettagli)                | Li Bingjie | 8'02"90   | (RSF) Anastasija Kirpičnikova | 8'06"44         | Simona Quadarella | 8'07"99 |
| Dorso                           | |           | |                 | |         |
| 50 m (dettagli)                 | Margaret MacNeil | 25"27     | Kylie Masse | 25"62           | Louise Hansson | 25"86   |
| 100 m (dettagli)                | Louise Hansson | 55"20     | Kylie Masse | 55"22           | Katharine Berkoff | 55"40   |
| 200 m (dettagli)                | Rhyan White | 2'01"58   | Kylie Masse | 2'02"07         | Isabelle Stadden | 2'02"20 |
| Rana                            | |           | |                 | |         |
| 50 m (dettagli)                 | Anastasia Gorbenko | 29"34     | Benedetta Pilato | 29"50           | Sophie Hansson | 29"55   |
| 100 m (dettagli)                | Tang Qianting | 1'03"47   | Sophie Hansson | 1'03"50         | Mona McSharry | 1'03"92 |
| 200 m (dettagli)                | Emily Escobedo | 2'17"85   | (RSF) Evgenija Čikunova | 2'17"88         | Molly Renshaw | 2'17"96 |
| Farfalla                        | |           | |                 | |         |
| 50 m (dettagli)                 | Ranomi Kromowidjojo | 24"44     | Sarah Sjöström | 24"51           | Claire Curzan | 24"55   |
| 100 m (dettagli)                | Margaret MacNeil | 55"04     | Louise Hansson | 55"10           | Claire Curzan | 55"39   |
| 200 m (dettagli)                | Zhang Yufei | 2'03"01   | Charlotte Hook | 2'04"35         | Lana Pudar | 2'04"88 |
| Misti                           | |           | |                 | |         |
| 100 m (dettagli)                | Anastasia Gorbenko | 57"80     | Béryl Gastaldello | 57"96           | Marija Kameneva | 58"15   |
| 200 m (dettagli)                | Sydney Pickrem | 2'04"29   | Yu Yiting | 2'04"48 =       | Kate Douglass | 2'04"68 |
| 400 m (dettagli)                | Tessa Cieplucha | 4'25"55   | Ellen Walshe | 4'26"52         | Melanie Margalis | 4'26"63 |
| Staffette                       | |           | |                 | |         |
| 4x50 m stile libero (dettagli)  | Stati Uniti Abbey Weitzeil (23"59) Claire Curzan (23"40) Katharine Berkoff (23"81) Kate Douglass (23"42) Torri Huske | 1'34"22   | Svezia Sarah Sjöström (23"33) Michelle Coleman (23"38) Sara Junevik (24"02) Louise Hansson (23"81) Hanna Rosvall                                 | 1'34"54         | Paesi Bassi Kim Busch (24"29) Maaike de Waard (23"71) Kira Toussaint (24"01) Ranomi Kromowidjojo (22"88) Marrit Steenbergen Tessa Giele | 1'34"89 |
| 4x100 m stile libero (dettagli) | Stati Uniti Kate Douglass (52"39) Claire Curzan (52"25) Katharine Berkoff (52"38) Abbey Weitzeil (51"50) Torri Huske Canada Kayla Sanchez (51"73) Maggie MacNeil (52"07) Rebecca Smith (52"11) Katerine Savard (52"61) Bailey Andison | 3'28"52   | Non attribuita. | Non attribuita. | Svezia Sarah Sjöström (51"45) Michelle Coleman (52"06) Sophie Hansson (53"41) Louise Hansson (51"88) Sara Junevik                       | 3'28"80 |
| 4x200 m stile libero (dettagli) | Canada Summer McIntosh (1'54"30) Kayla Sanchez (1'52"97) Katerine Savard (1'54"01) Rebecca Smith (1'51"68) Tessa Cieplucha Sydney Pickrem                                                                                             | 7'32"96   | Stati Uniti Torri Huske (1'54"72) Abbey Weitzeil (1'54"31) Melanie Margalis (1'54"83) Paige Madden (1'52"67) Katharine Berkoff Emma Weyant       | 7'36"53         | Cina Li Bingjie (1'53"42) Cheng Yujie (1'54"91) Zhu Menghui (1'55"73) Liu Yaxin (1'55"86)                                               | 7'39"92 |
| 4x50 m misti (dettagli)         | Svezia Louise Hansson (25"91) Sophie Hansson (29"07) Sarah Sjöström (23"96) Michelle Coleman (23"44) Hanna Rosvall Emelie Fast | 1'42"38 = | Stati Uniti Rhyan White (26"33) Lydia Jacoby (29"62) Claire Curzan (24"56) Abbey Weitzeil (23"10) Katharine Berkoff Emily Escobedo Kate Douglass | 1'43"61         | Paesi Bassi Kira Toussaint (26"08) Kim Busch (30"59) Maaike de Waard (24"51) Ranomi Kromowidjojo (22"85) Tessa Giele                    | 1'44"03 |
| 4x100 m misti (dettagli)        | Svezia Louise Hansson (56"25) Sophie Hansson (1'03"70) Sarah Sjöström (54"65) Michelle Coleman (51"60) Hanna Rosvall Emelie Fast | 3'46"20   | Canada Kylie Masse (55"76) Sydney Pickrem (1'04"97) Maggie MacNeil (55"30) Kayla Sanchez (51"33) Katerine Savard Summer McIntosh                 | 3'47"36         | Cina Peng Xuwei (57"12) Tang Qianting (1'03"25) Zhang Yufei (54"93) Cheng Yujie (52"11) Wan Letian Yu Yiting Zhu Jiaming                | 3'47"41 |

### Misto
| Evento                         | Oro | Tempo   | Argento | Tempo   | Bronzo | Tempo   |
| Stile libero                   | |         | |         | |         |
| 4x50 m stile libero (dettagli) | Canada Joshua Liendo (20"94) Yuri Kisil (20"99) Kayla Sanchez (23"51) Maggie MacNeil (23"11) Rebecca Smith Katerine Savard                     | 1'28"55 | Paesi Bassi Jesse Puts (21"33) Thom de Boer (20"35) Ranomi Kromowidjojo (22"97) Kira Toussaint (23"96) Kenzo Simons            | 1'28"61 | Federazione russa di nuoto Vladimir Morozov (21"17) Andrey Minakov (20"95) Marija Kameneva (23"17) Arina Surkova (23"68) Daniil Markov Rozalija Nasretdinov | 1'28"97 |
| 4x50 m misti (dettagli)        | Paesi Bassi Kira Toussaint (26"21) Arno Kamminga (25"40) Ranomi Kromowidjojo (24"36) Thom de Boer (20"23) Tessa Giele Nyls Korstanje Kim Busch | 1'36"20 | Stati Uniti Shaine Casas (23"16) Nic Fink (25"82) Claire Curzan (24"85) Abbey Weitzeil (23"21) Kate Douglass Katharine Berkoff | 1'37"04 | Italia Lorenzo Mora (23"28) Nicolò Martinenghi (25"60) Elena Di Liddo (24"91) Silvia Di Pietro (23"50) Michele Lamberti Benedetta Pilato Leonardo Deplano   | 1'37"29 |

## Medagliere
| Posiz. | Nazione                    | Oro | Argento | Bronzo | Totale |
| ------ | -------------------------- | --- | ------- | ------ | ------ |
| 1      | Stati Uniti                | 9   | 9       | 12     | 30     |
| 2      | Canada                     | 7   | 6       | 2      | 15     |
| 3      | Italia                     | 5   | 5       | 6      | 16     |
| 4      | Federazione russa di nuoto | 4   | 7       | 4      | 15     |
| 5      | Svezia                     | 4   | 5       | 3      | 12     |
| 6      | Cina                       | 4   | 1       | 2      | 7      |
| 7      | Paesi Bassi                | 2   | 3       | 3      | 8      |
| 8      | Hong Kong                  | 2   | 0       | 1      | 3      |
| 9      | Israele                    | 2   | 0       | 0      | 2      |
| 9      | Giappone                   | 2   | 0       | 0      | 2      |
| 11     | Germania                   | 1   | 1       | 1      | 3      |
| 12     | Brasile                    | 1   | 0       | 2      | 3      |
| 13     | Polonia                    | 1   | 0       | 1      | 2      |
| 13     | Gran Bretagna              | 1   | 0       | 1      | 2      |
| 15     | Austria                    | 1   | 0       | 0      | 1      |
| 15     | Bielorussia                | 1   | 0       | 0      | 1      |
| 15     | Corea del Sud              | 1   | 0       | 0      | 1      |
| 18     | Irlanda                    | 0   | 1       | 1      | 2      |
| 18     | Lituania                   | 0   | 1       | 1      | 2      |
| 18     | Sudafrica                  | 0   | 1       | 1      | 2      |
| 18     | Svizzera                   | 0   | 1       | 1      | 2      |
| 22     | Francia                    | 0   | 1       | 0      | 1      |
| 22     | Norvegia                   | 0   | 1       | 0      | 1      |
| 22     | Trinidad e Tobago          | 0   | 1       | 0      | 1      |
| 22     | Tunisia                    | 0   | 1       | 0      | 1      |
| 26     | Bosnia ed Erzegovina       | 0   | 0       | 1      | 1      |
| 26     | Romania                    | 0   | 0       | 1      | 1      |
| 26     | Ucraina                    | 0   | 0       | 1      | 1      |
| Totale | Totale                     | 48  | 45      | 45     | 138    |